# Георги Павлов (певец)
Вижте пояснителната страница за други личности с името Георги Павлов.
Георги Павлов е български народен певец от Странджанския край.

## Биография
Георги Павлов е роден на 3 май 1926 г. в село Визица, Малкотърновско. Родителите му са бежанци от село Керациново, Източна Тракия. Баща му Павел Георгиев е бил поборник в Преображенското въстание, в четата на Стоян Камилски с войвода Дико Джелебов. След насилственото им изгонване от Тракия през 1913 г. се установяват в село Визица, Малкотърновско. Там Георги Павлов расте, учи и живо се интересува от народнопесенната действителност на родното му село. Прогимназиалното си образование получава в село Граматиково, гимназиалното си образование първоначално учи в Малко Търново, след това завършва гимназията в Бургас. И както тогава, така и до края на живота си не се отделя от родната Странджа.

## Певческа кариера
Постепенно започва да развива и утвърждава певческото си дарование и дълбоко навлиза в богатата песенна съкровищница на Странджа. В своята книга „По пътя на странджанската песен“ певецът признава: 
| „ | От ранно детство се заслушвах, когато възрастните при разни събирания след хапването и веселите разговори запяваха. На мен ми харесваха и мелодиите, и думите, които се редяха в песните. И често, когато оставах сам, тези мелодии или откъслечни извивки ме преследваха, нахлуваха в мен и аз, без да разбирам дори, затананиквах. | “ |

 За отбелязване е, че никога не се е стремял към професионално заангажиране с народни песни. Неговите разнообразни професии – учител, директор на Горско-промишлено стопанство Малко Търново, работник в Окръжния народен съвет на Бургас, началник-отдел в предприятие Балканстрой – му дават възможност години наред да обикаля и опознава бургаския регион. Слуша, запаметява, сравнява и утвърждава своя песенен репертоар. Критичният му подход и усет го насочват към най-типичните варианти и става един от най-верните изпълнители на странджанската народна песен.
Когато през 1950 г. Филип Кутев прави прослушване в Бургас за набиране на певци за първия фолклорен ансамбъл, е силно впечатлен от изпълнителските умения и качества на Георги Павлов. На два пъти го кани в София, но той не отива в ансамбъла.
През 1952 г. певецът осъществява и първите си шест записа на народни песни за Българското национално радио.
През месец май 1960 г. в село Граматиково се провежда първият в страната събор на народното творчество – надпяването „Странджа пее“, и Георги Павлов участва в него, като получава най-голямата награда. Председател на журито е Филип Кутев, а членове са проф. Стоян Джуджев, както и изтъкнатите специалисти от тогавашния Институт по музикознание – Райна Кацарова, Елена Стоин, Иван Качулев, които му дават най-висока оценка.
След това Георги Павлов участва на всички местни, регионални и национални събори, като неизменно взема първите места в тях. Награден е със златни медали от Националния събор „За прослава на хайдутството“ – 1968 г., местността „Агликина поляна“, от Националния събор на народното творчество в Копривщица през 1965 и 1971 г. и др. Пее навсякъде – на концерти, прегледи, местни панаири и тържества из целия Бургаски регион. За цялостна певческа и обществена дейност през 1986 г. е отличен с Орден „Кирил и Методий“ – I степен.
Съдбата свързва Георги Павлов с тракийска организация в Бургас още в неговата младост. От 1960 г. става неин редови член и деятел и до последния си дъх остава верен на тракийската кауза и идеал. През 60-те години на 20 век е избран за заместник-председател на Бургаската тракийска организация, отговарящ за културно масовата работа. Основател е на битова група към Бургаското тракийско дружество „Тракийска песен“, в която участват известни за региона певци и свирачи, като Кина Димитрова, Ирина Танева, Станка Узунова, Калинка Згурова, Нанка Станкова, Сава Попсавов, Иван Вълев, Стефан Чапкънов и др. Тази битова група Георги Павлов успява да наложи като водеща за бургаския регион и за страната. В организацията правят своите професионални прохождания редица изтъкнати изпълнители като Златка Ставрева и Кунка Желязкова, които са открития на Георги Павлов.
По-късно, през 1965 г., Георги Павлов е сред основателите и първите ръководители на ансамбъл „Странджа“.
След възстановяването на тракийската организация през 1990 г. странджанският певец отново активно се вписва в нейните редици, участва като изпълнител във всяко мероприятие. От 1997 г. до 2006 г. е в ръководството на Тракийско дружество „Екзарх Антим I“ и заедно с председателят д-р Стамат Апостолов работят в тандем за развитието и укрепването на тракийското движение.
Притежаващ мощен, изравнен в средния регистър глас, богато орнаментиран с типичното „рупско“ вибрато, Георги Павлов изгражда собствен оригинален стил и неизменно се нарежда в плеядата от народни изпълнители, не само на Странджа, но и на цяла България.
Умира на 15 август 2010 година в Бургас.

## Репертоар
Сред най-известните песни от репертоара му са: „Видо ле, бяла българко“, „Тодор събира, тръгнува“, „Любили се двама младии“, „Страти на Ангелаки думаше“, „Сам се е Стоян похвалил“, „Години, пусти години“, „Залюбила е Василка“ и др.

## Награди и отличия
„Исполин на Странджанската песен“, „Орфея на Странджа“, „майстор на странджанската песен“, това са една малка част от сравненията, които народът е дал на певеца Георги Павлов. Неговото творчество е ненадминат връх в народното песенно-изпълнителско изкуство на странджанската фолклорна област.
През 2000 г. Георги Павлов е удостоен със званието „Почетен гражданин на Малко Търново“.
„Почетен гражданин на Община Бургас“ през 2001 г.
През месец август 2002 г. получава наградата статуетка „Нестинарка“ за цялостно творчество от Международния фолклорен фестивал в Бургас.
През 2003 г. по случай 100 години от Илинденско-Преображенското въстание е награден с юбилеен медал.
През 2004 г. – юбилеен златен медал „160 години Капитан Петко войвода“, а на следващата 2005 г. му е връчена „Златна лира“ от Съюза на композиторите в България.

## Памет
През месец август 2015 г. в родното му село е открита паметна плоча с барелеф на певеца.